# Miss Ba
Pour plus de détails, voir Fiche technique et Distribution.
Miss Ba (The Barretts of Wimpole Street) est un film britannique en CinemaScope réalisé par Sidney Franklin, sorti en 1957.
Fondé sur la véritable histoire du poète Robert Browning et d'Elizabeth Barrett, il est le remake du film Miss Barrett de 1934, du même réalisateur. Les deux films sont basés sur la pièce homonyme de Rudolf Besier, écrite en 1930 et montée pour la première fois au Malvern Festival en Angleterre cette même année par Barry Jackson, puis en 1931 à l'Empire Theatre sur Broadway. Le scénario de 1957 est crédité à John Dighton, bien que Franklin utilisa exactement le même script que pour la première version.

## Synopsis
Angleterre, vers 1845. Dans la cossue rue Wimpole Street, habite Elizabeth, une jeune femme, et ses sept frères et sœurs. Souffrante depuis plusieurs années et ne pouvant sortir de chez elle, elle a développé une passion pour la poésie. Son veuf de père, Edward Moulton-Barrett, a une très forte et austère domination psychologique sur ses enfants, et particulièrement sur Elizabeth, ce qui est un frein pour la créativité poétique de la jeune femme. Edward montre en fait des tendances incestueuses et il décourage tout contact rapproché de sa fille avec les hommes. 
Elizabeth entretient une correspondance avec le jeune poète Robert Browning. Graduellement, elle développe de tendres sentiments pour lui.

## Fiche technique
- Titre : Miss Ba
- Titre original : The Barretts of Wimpole Street
- Réalisation : Sidney Franklin
- Scénario : John Dighton d'après la pièce The Barretts of Wimpole Street de Rudolf Besier
- Musique : Bronislau Kaper
- Direction artistique : Alfred Junge
- Costumes : Elizabeth Haffenden
- Photographie : Freddie Young
- Montage : Frank Clarke
- Producteur : Sam Zimbalist
- Société de production : MGM
- Pays de production :  Royaume-Uni
- Format : couleur (Metrocolor), CinemaScope — Format 35 mm — son : stéréo (Westrex Recording System) (magnetic prints) et son : mono (optical prints)
- Genre : biopic, drame historique, romance
- Durée : 105 minutes
- Dates de sortie : 
  - États-Unis : 16 janvier 1957
  - Royaume-Uni : 28 février 1957
  - France : 30 avril 1959

## Distribution
- Jennifer Jones : Elizabeth Barrett
- John Gielgud : Edward Moulton-Barrett
- Bill Travers : Robert Browning
- Virginia McKenna : Henrietta Barrett
- Susan Stephen : Bella
- Vernon Gray : Capitaine Surtees Cook
- Jean Anderson : Wilson
- Maxine Audley : Arabel
- Leslie Phillips : Harry Bevan
- Laurence Naismith : dr. Chambers
- Moultrie Kelsall : dr. Ford-Waterlow
- Michael Brill : George
- Kenneth Fortescue : Octavius
- Nicholas Hawtrey : Henry
- Richard Thorp : Alfred
- Keith Baxter : Charles
- Brian Smith : Septimus